# Tetraloniella paenalbata
Tetraloniella paenalbata är en biart som beskrevs av Laberge 2001. Tetraloniella paenalbata ingår i släktet Tetraloniella och familjen långtungebin. Inga underarter finns listade i Catalogue of Life.